# Works of Carnage
Works of Carnage è il quinto album della band Death metal brasiliana Krisiun pubblicato nel 2001 dalla Century Media Records.

## Tracce
1. Thorns of Heaven – 3:52
2. Murderer – 2:43
3. Ethereal World – 2:20
4. Works of Carnage – 4:49
5. Slaughtering Void – 3:05
6. Scourged Centuries – 2:21
7. War Ritual – 1:12
8. Wolfen Tyranny – 2:53
9. Sentinel of the Fallen Earth – 3:13
10. Shadows – 1:49
11. In League with Satan (Venom cover) – 2:48
12. Outro – 2:09
13. They Call Me Death – 2:43

## Formazione
- Alex Camargo - basso, voce
- Moyses Kolesne - chitarra
- Max Kolesne - batteria